# 陈继明
陈继明（1963年—），甘肃甘谷人，中国作家，北京师范大学珠海分校教授，宁夏作家协会副主席。1984年毕业于宁夏大学汉语言文学系。曾获第十七届华语文学传媒大奖年度小说家奖。